# Craig Robert Young
Craig Robert Young (n. 4 de octubre de 1973) es un actor británico que empezó su carrera a los 10 años, en la producción de The Price of Coal.

## Biografía
Nació en Nottingham, Inglaterra, y empezó a actuar a los 10 años de edad. Su primer papel profesional fue el de Mark, en The Price of Coal.
El 18 de abril de 1999 se casó con Elena Rosa, pero la pareja se divorció más tarde.
En 2016 se casó con Michael Di Girolamo. 

## Trayectoria
Ha sido nominado al mejor actor principal de teatro en su actuación en The Vortex, como Nicky Lancaster, obra de Noel Coward. Anteriormente había sido nominado a mejor actor de teatro en la misma producción.
Entre 1995 y 1997  asistió a una escuela de teatro en Londres, donde tuvo la oportunidad de unirse a una banda de pop, llamada Deuce. La banda llegó siete veces al cuarto puesto de los top 30 de éxitos en Reino Unido. En 1996 Craig abandonó la banda para meterse en su pasión de la actuación.
En 1999 apareció en la serie de Dream Team durante 76 episodios.
En el 2000 concluyó con su siguiente película, rodada en el Atlántico, donde conoció a la mánager Louisa Spring. Durante ese año asistió a numerosas series de televisión, como MTV's'Spyder Games, S Club 7, Charmed, The District, y Sabrina The Teenage Witch.
Apareció en la exitosa serie Zoey 101 como el entrenador de baloncesto. Escribió y protagonizó la película Wannabe, que la compró la compañía Warner Brothers.
El papel en Lost fue la primera serie de televisión dirigida por J. J. Abrams en la que apareció. En 2007 protagonizó la película de Just For Kicks, albergando buenas reseñas en su papel como el entrenador personal Moore.
Craig Young ha estado muy ocupado en los últimos años con películas de horror como Slaughter y A Numbers Game, y en series de televisión como What About Brian, dirigida por J. J. Abrams, The Unit, dirigida por David Mamet y Melrose Place, entre otros. También tuvo un papel recurrente en la serie de ABC 10 Things I Hate About You.